# Museu Nacional de Cambodja
El Museu nacional de Cambodja es localitza a Phnom Penh al país asiàtic de Cambodja. Es tracta del museu més gran de la història cultural del país i el museu líder en temes històrics i arqueològics del país.
El museu alberga una de les majors col·leccions del món d'art khmer, incloent ceràmica, escultures, bronzes i objectes etnogràfics. La col·lecció del museu inclou més de 14.000 articles, des dels temps prehistòrics dels períodes abans, durant i després de l'Imperi Jemer, que en el seu apogeu es va estendre des de Tailàndia, a través de l'actual Cambodja, fins al sud del Vietnam.